# Tominje
Tominje este o localitate din comuna Ilirska Bistrica, Slovenia, cu o populație de 129 de locuitori.